# Friedhofskapelle (Bad Doberan)

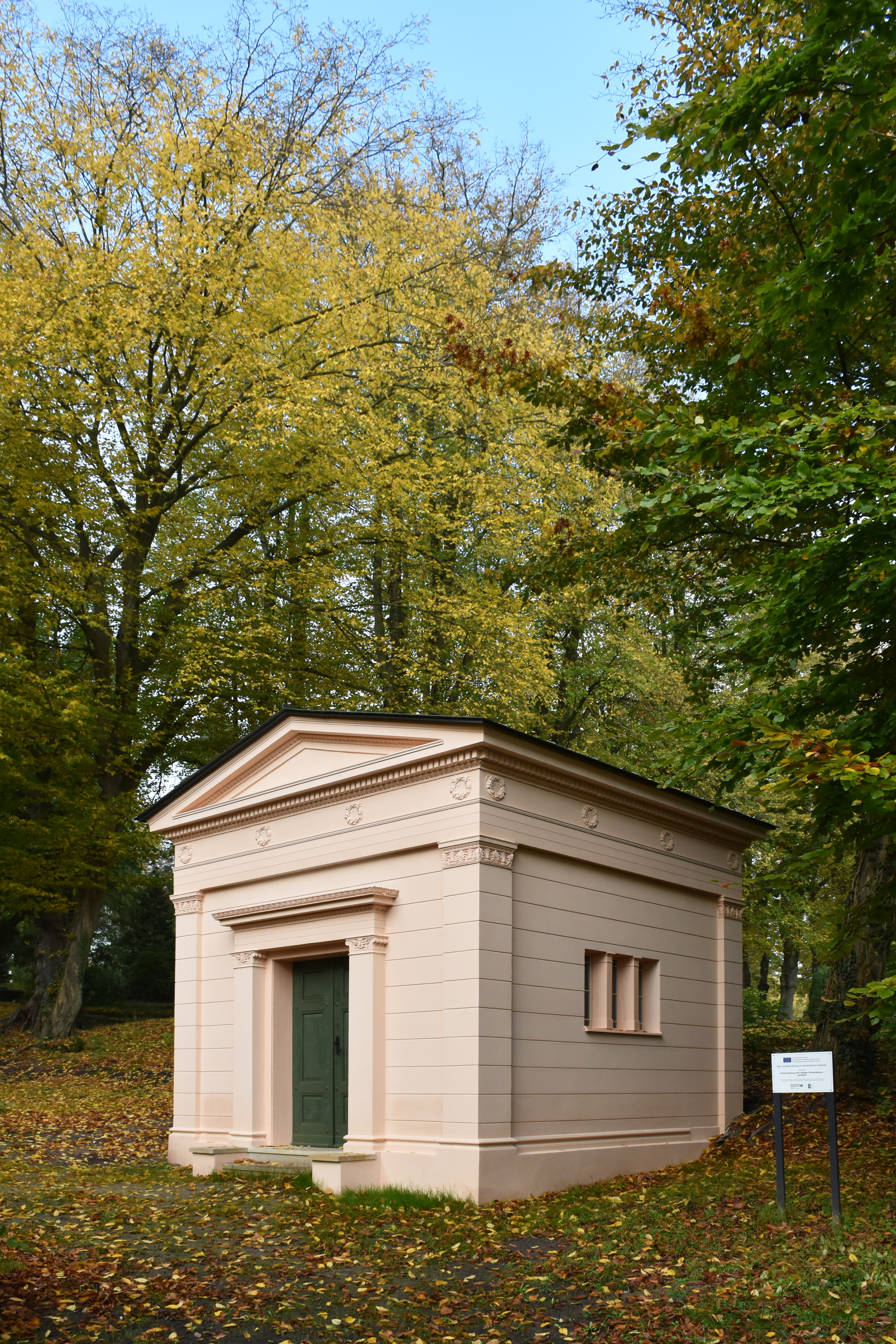
Friedhofskapelle Bad Doberan (2022)

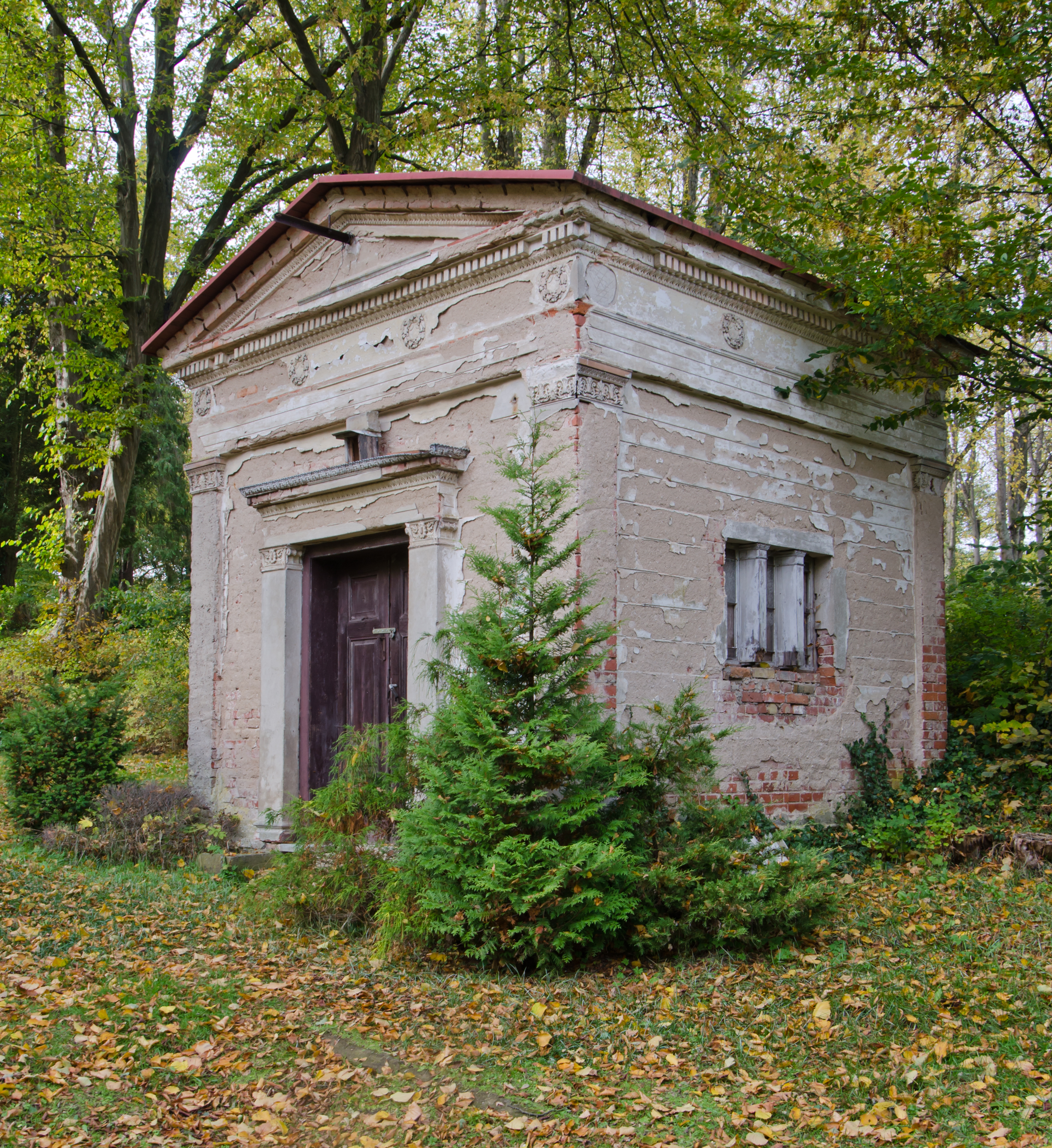
Zustand vor der Sanierung (2013)

Die Friedhofskapelle Bad Doberan ist ein denkmalgeschütztes Gebäude in Bad Doberan in Mecklenburg-Vorpommern.

## Lage
Die Kapelle befindet sich auf dem Neuen Friedhof am westlichen Stadtrand nahe der Waldstraße.

## Gestaltung und Geschichte
Die Kapelle wurde 1853 als Mausoleum im Stil des Spätklassizismus als verputzter Ziegelbau errichtet.
Das Dach ist als Dreiecksgiebel ausgeführt. Der Eingang zeigt in Richtung Südosten.  In den beiden Seitenwänden befinden sich kleine dreiflügelige Fenster.
Im Oktober 2021 begann die Sanierung des Gebäudes, welche ein Jahr später abgeschlossen wurde. Die Kapelle soll als Raum der Stille eingerichtet werden. Dieser Ort soll mit einer westlich der Kapelle anzulegenden Grabanlage für Sternenkinder in Beziehung stehen.